# Bornholmska
Bornholmska är en östdansk dialekt, besläktad med skånskan, blekingskan och halländskan, som talas på den danska ön Bornholm.

## Stil och utveckling
För svenskar och norrmän är bornholmskan något lättare att förstå än andra danska dialekter. Bland annat har man bevarat det svagtoniga -a i ändelserrna (kalla jämfört med de centraldanska ömålens kalle och jylländskans kall) Dialektens "sjungande" uttal ligger närmare svenska än standarddanska.
Under de senaste 60 åren har bornholmskan gått tillbaka kraftigt. Den yngre generationen på Bornholm föredrar istället en mer riksdansk variant (mer lik dialekten i Köpenhamn).

## Grammatik och vokabulär
På bornholmska är substantiven indelade i tre genus (liksom tyskan, till exempel).
- ejn horra = en pojke (maskulinum, hankøn)
- en peia = en flicka (femininum, hunkøn)
- et húz = ett hus (neutrum, intetkøn)

| Bornholmska | Danska                  | Svenska              |
| ----------- | ----------------------- | -------------------- |
| Tjøvenhavn  | København (hårt k-ljud) | Köpenhamn (tje-ljud) |
| jylkat      | pindsvin                | igelkott             |
| prøva       | prøve                   | prova/pröva          |
| bella       | børn                    | barn                 |
| tjør        | kør (hårt k-ljud)       | kör                  |

## Källhänvisningar
1. ↑   danska (Riksspråk, regionalspråk, dialekter) i Nationalencyklopedins nätupplaga. Läst 3 juni 2017.
2. ↑  Røndal, Marianne Luna (28 juni 2012). ”Den lille ordbog over danske dialekter: 10 bornholmske ord”. kristeligt-dagblad.dk. https://www.kristeligt-dagblad.dk/dansk-et-sprog-i-forandring/den-lille-ordbog-over-danske-dialekter-10-bornholmske-ord. Läst 3 juni 2017.
3. ↑  ”Bornholmsk i skrift og tale” (på danska). 2 november 2012. http://www.bornholmersnak.dk/. Läst 3 juni 2017.